# Tractat de Belgrad
El Tractat de Belgrad va ser el tractat segellat el 18 de setembre de 1739, en Belgrad, Sèrbia, per l'Imperi Otomà d'una banda, i pels Habsburg de l'altre. Aquest va acabar amb les hostilitats de dos anys de la Guerra Austro-Turca de 1737-1739, en la qual els Habsburg es van unir a l'Imperi Rus en la Guerra Russo-Turca (1735-1739) contra els otomans. Amb el Tractat de Belgrad, els Habsburg van cedir el Nord de Sèrbia amb Belgrad als Otomans, i Oltènia, annexada pels Habsburg al Tractat de Passarowitz el 1718, cedida a Valàquia (una entitat Otomana), i van establir la línia de demarcació entre els rius Sava i Danubi. Els Habsburg van forçar a Rússia a acceptar la pau en la Guerra Russo-Turca (1735-1739) amb el Tractat de Niš.
Després del seu estancament militar amb l'Imperi Rus i la victòria sobre el Sacre Imperi Romanogermànic i la signatura del Tractat de Belgrad, l'imperi gaudí d'una generació de pau mentre Àustria i Rússia lluitaven contra l'ascens de Prússia a l'Europa de l'Est, i durant la guerra dels Set Anys es va mantenir neutral.